# Strážek
Strážek är en köping i Tjeckien.   Den ligger i regionen Vysočina, i den centrala delen av landet, 150 km sydost om huvudstaden Prag. Strážek ligger 437 meter över havet och antalet invånare är 927.
Terrängen runt Strážek är huvudsakligen platt. Strážek ligger nere i en dal. Runt Strážek är det ganska glesbefolkat, med 34 invånare per kvadratkilometer. Närmaste större samhälle är Bystřice nad Pernštejnem, 10,4 km nordost om Strážek. Trakten runt Strážek består till största delen av jordbruksmark.